# Hermanschwartzia exasperata
Hermanschwartzia exasperata är en oleanderväxtart som först beskrevs av Peter Vincent Bruyns, och fick sitt nu gällande namn av Plowes. Hermanschwartzia exasperata ingår i släktet Hermanschwartzia och familjen oleanderväxter. Inga underarter finns listade i Catalogue of Life.